# Слатіна-Тіміш (комуна)
Слатіна-Тіміш (рум. Slatina-Timiș) — комуна у повіті Караш-Северін в Румунії. До складу комуни входять такі села (дані про населення за 2002 рік):
- Ілова (841 особа)
- Садова-Веке (301 особа)
- Садова-Ноуе (286 осіб)
- Слатіна-Тіміш (1731 особа)

Комуна розташована на відстані 313 км на захід від Бухареста, 31 км на схід від Решиці, 99 км на південний схід від Тімішоари.

## Населення
За даними перепису населення 2002 року у комуні проживали 3159 осіб.
Національний склад населення комуни:
| Національність | Кількість осіб | Відсоток |
| -------------- | -------------- | -------- |
| румуни         | 3066           | 97,1%    |
| німці          | 76             | 2,4%     |
| українці       | 12             | 0,4%     |
| угорці         | 3              | 0,1%     |
| хорвати        | 2              | 0,1%     |

Рідною мовою назвали:
| Мова       | Кількість осіб | Відсоток |
| ---------- | -------------- | -------- |
| румунська  | 3074           | 97,3%    |
| німецька   | 71             | 2,2%     |
| українська | 12             | 0,4%     |
| хорватська | 2              | 0,1%     |

Склад населення комуни за віросповіданням:
| Релігія        | Кількість осіб | Відсоток |
| -------------- | -------------- | -------- |
| православні    | 1936           | 61,3%    |
| римо-католики  | 1004           | 31,8%    |
| баптисти       | 185            | 5,9%     |
| п'ятдесятники  | 27             | 0,9%     |
| унітарії       | 6              | 0,2%     |
| греко-католики | 1              | < 0,1%   |